# 斉藤秀親
斉藤 秀親（さいとう ひでちか、1964年‐）は、日本の実業家。三菱倉庫 代表取締役社長 。

## 略歴
1964年、大阪府生まれ。堺市に育つ。
1980年奈良教育大学附属中学校、1983年東大寺学園高等学校卒業、1987年京都大学法学部卒業、同年三菱倉庫入社。
2018年大阪支店長を経て、2020年国際輸送事業部長を務める。2021年執行役員、2022年4月常務執行役員〈総務・広報・人事・サステナビリティ担当〉、2023年4月より現職。